# Самостална изложба
Самостална изложба је трајни или привремени јавни догађај на коме уметничке или друге предмет излаже у јавности само један особа или уметник.Радови уметника, приказани на самосталној изложби, могу бити слике, цртежи, скулптуре, графике, бакрописи, колажи, инсталације или фотографије. Творац било које уметничке технике може бити организатор самосталне изложбе. 
У енглеском говорном подручју доста се користио, или се повремено користи, израз за ову врсту изложби — one-man show или у преводу представа — приказ — изложба једног човека. Међутим како се овај израз користи и за друге сценске извођаче, ликовни уметници га нерадо користе.
Друге вештине и занати такође имају сличне врсте изложби њихових креатора. 

## Историја
Уметничке изложбе имају дугу историју која датира из 1623. године. Сматра се да је прву самосталну изложбу у Великој Британији организовао Џозеф Рајт из Дербија 1785. године, годину дана након што је одбио да постане краљевски академик.
Када уметници постану препознатљиви по својим уметничким делима међу критичарима и колекционарима кроз представљање у галеријама, директори музеја и чланови стручних савета, предлажу куповину радове тих уметника за музејске збирке. Те збирке музеји публици повремено приказује у виду самосталних изложби. 
Такође радови који се прикупљају на основу позајмице од многих других музеја или колекционара такође могу бити предмет самосталних изложби неког уметника. 
Планирање самосталних изложби је дуг процес. Музеји заказују своје изложбе за одређену годину унапред и њихови преговори са уметником могу почети неколико година пре одржавања самосталне изложбе.
Неки уметници који стварају велики број радова за своје потребе резервишу изложбене просторе и у њима док путују по целом свету деценијама организују самосталне изложбе у музејима и галеријама. Организација оваквих изложби је јако счсложена и повезана са великим издацима уметника, јер треба да организује безбедну испоруку, постављање и враћа изложених дела и плати најам простора, кустоса, историчара уметности итд.

## Тема самосталне изложбе
На самосталној изложби једном уметнику је указана част да прикаже радове из појединих тематских целинина или области рада и интересовањ, или да приказе своје целокупно стваралаштво. На основу тога тога изложена дела могу бити резултат тренутног рада уметника, или резултат његовог рада из једног одређеног временског периода (ретроспектива), или приказ рада уметника из различитих периода у његовој каријери. 

## Пратеће манифестације
Самосталну изложбу најчешће прате бројни пратећи садржаји: филмске пројекције, приказ каталога, пријем почасних и других званица, ликовних критичара и ликовне публике, продаја слика итд.